# Статус територій, окупованих Ізраїлем 1967 року
Статус територій, захоплених Ізраїлем, — це статус Сектора Гази, Західного берега, Голанських висот і Синайського півострова, які були захоплені Ізраїлем під час Шестиденної війни 1967 року.
Синайський півострів був повернутий під повний суверенітет Єгипту в 1982 році в результаті мирного договору між Єгиптом та Ізраїлем. Рада Безпеки ООН і Міжнародний суд ООН описують Західний берег і Західні Голанські висоти як «окуповану територію» відповідно до міжнародного права, а Верховний суд Ізраїлю описує їх як «окуповані збройними силами», проте уряд Ізраїлю називає це «територією». Західний берег «оспорюється», а не «окупований», і стверджує, що з моменту одностороннього плану розмежування Ізраїлю 2005 року він не окуповує Сектор Гази військовою силою. Ця заява відхилена Радою ООН з прав людини та Human Rights Watch, оскільки Ізраїль продовжує контролювати повітряний простір, води та кордони.

## Термінологія

### «Окуповані території»
У своїх рішеннях щодо ізраїльського бар'єру на Західному березі річки Йордан Міжнародний суд ООН і Верховний суд Ізраїлю постановили, що Західний берег окупований. Державний департамент США також вважав Західний берег і Сектор Гази окупованими до відходу Ізраїлю від Гази в 2005 році.
Міжнародний суд ООН виклав правове обґрунтування для прихильників цієї точки зору у своєму консультативному висновку від 9 липня 2004 року. У ньому зазначено:
… згідно зі звичаєвим міжнародним правом, як це відображено (…) у статті 42 Положення про закони та звичаї сухопутної війни, доданого до Четвертої Гаазької конвенції від 18 жовтня 1907 року (надалі «Гаазьке положення 1907 року»), територія вважається окупована, коли вона фактично перебуває під владою ворожої армії, і окупація поширюється лише на територію, де така влада була встановлена і може здійснюватися. Території, розташовані між Зеленою лінією (див. пункт 72 вище) і колишнім східним кордоном Палестини під мандатом, були окуповані Ізраїлем у 1967 році під час збройного конфлікту між Ізраїлем та Йорданією. Відповідно до міжнародного звичаєвого права це були окуповані території, на яких Ізраїль мав статус окупаційної держави. Подальші події на цих територіях, як описано в пунктах 75-77 вище, не змінили цю ситуацію. Усі ці території (включаючи Східний Єрусалим) залишаються окупованими, а Ізраїль продовжує мати статус окупаційної держави.

Щодо застосування четвертої Женевської конвенції Суд зазначив:

… з метою визначення сфери застосування Четвертої Женевської конвенції, слід нагадати, що відповідно до спільної статті 2 чотирьох Конвенцій від 12 серпня 1949 року:
На додаток до положень, які повинні виконуватися в мирний час, ця Конвенція застосовується до всіх випадків оголошеної війни або будь-якого іншого збройного конфлікту, який може виникнути між двома чи більше Високими Договірними Сторонами, навіть якщо стан війни є не визнається одним із них. Конвенція також застосовується до всіх випадків часткової або повної окупації території Високої Договірної Сторони, навіть якщо ця окупація не зустрічає збройного опору.
(…) Суд зазначає, що згідно з першим абзацом статті 2 Четвертої Женевської конвенції ця Конвенція застосовна, якщо виконано дві умови: наявність збройного конфлікту (незалежно від того, чи був стан війни чи ні). визнаний); і що конфлікт виник між двома договірними сторонами. (…) Метою другого абзацу статті 2 є не обмеження сфери застосування Конвенції, визначеної першим абзацом, шляхом виключення з неї територій, які не підпадають під суверенітет однієї з договірних сторін. Вона спрямована просто на те, щоб зрозуміти, що, навіть якщо окупація, здійснена під час конфлікту, не зустріла збройного опору, Конвенція все ще застосовна.
У своєму рішенні від червня 2005 року, підтверджуючи конституційність відокремлення від Гази, Верховний суд Ізраїлю визначив, що «Юдея і Самарія [Західний берег] і район Гази є землями, захопленими під час війни, і не є частиною Ізраїлю».

### «Спірні території»
Єрусалимський центр зв'язків із громадськістю та вебсайти ізраїльського уряду, які підтримують думку про те, що території не є окупованими, стверджують, що використання терміна «окуповані» щодо контролю Ізраїлю над територіями не має підґрунтя в міжнародному праві чи історії. і що це визначає результат переговорів. Вони вважають території «спірними» на основі таких юридичних аргументів:
- Жодних кордонів сторони не встановили і не визнали. Лінії перемир'я не встановлюють кордонів, і в Угодах про перемир'я 1949 року, зокрема, прямо зазначено (за наполяганням арабів), що вони не створюють постійних або де-юре кордонів.[6]
- Згідно з вищезазначеною ідеєю, ізраїльський уряд офіційно заявив, що його позиція полягає в тому, що території не можна назвати окупованими, оскільки жодна нація не мала чітких прав на них, і не було жодної діючої дипломатичної домовленості, коли Ізраїль здобув їх у червні 1967 року.[7]
- Території є «окупованими», лише якщо вони були захоплені під час війни у встановленого та визнаного суверену, але жодна держава не мала законного чи визнаного суверенітету над Західним берегом (анексію Західного берега Йорданією визнали лише дві країни), Сектором Газа чи Східний Єрусалим до Шестиденної війни.[8]
- Четверта Женевська конвенція не поширюється на Західний берег і Сектор Гази, оскільки, відповідно до статті 2, вона стосується лише «випадків… окупації території Високої Договірної Сторони» іншою Високою Договірною Стороною. Західний берег і Сектор Гази ніколи не були законними територіями жодної Високої Договірної Сторони.
- Навіть якби Четверта Женевська конвенція застосовувалася в певний момент, вона, звичайно, не застосовувалася, коли Ізраїль передав урядові повноваження Палестинській адміністрації відповідно до угод Осло 1993 року, оскільки стаття 6 конвенції стверджує, що держава-окупант буде лише зобов'язана згідно з її умовами «тією мірою, якою така держава виконує функції уряду на такій території…».[6]
- Ізраїль взяв під свій контроль Західний берег в результаті оборонної війни. Мова «окупації» дозволила палестинським речникам заплутати цю історію. Неодноразово вказуючи на «окупацію», їм вдається перевернути причинно-наслідковий зв'язок конфлікту, особливо перед західною аудиторією. Таким чином, нинішня територіальна суперечка нібито є результатом рішення Ізраїлю «окупувати», а не результатом війни, нав'язаної Ізраїлю коаліцією арабських держав у 1967 році. Колишній юридичний радник Державного департаменту Стівен Швебель, який пізніше очолив Міжнародний суд у Гаазі, написав у 1970 році щодо справи Ізраїлю: «Якщо попередній власник території захопив цю територію незаконно, держава, яка згодом захопила цю територію на законних підставах, здійснення самозахисту має кращий титул проти цього попереднього власника».[6]

Йорам Дінштейн відкинув позицію, що вони не зайняті, як «засновану на сумнівних правових підставах». Багато урядових вебсайтів Ізраїлю справді називають ці території «окупованими територіями».
Після 1967 року було висунуто низку правових аргументів, які відкидали право палестинців на самовизначення та державність. Загалом вони припускали, що Палестина є землею, позбавленою законного суверену, і підтримували претензії Ізраїлю на решту території Палестинського мандату. Історик і журналіст Гершом Горенберг каже, що за межами спільноти, яка підтримує поселення в Ізраїлі, ці позиції вважаються дивними. Він каже, що, хоча ізраїльський уряд використовував їх для цілей зв'язків з громадськістю за кордоном, він займає зовсім іншу позицію, коли розглядає реальні судові справи у Верховному суді Ізраїлю. У 2005 році Ізраїль вирішив демонтувати всі ізраїльські поселення в секторі Газа і чотири на півночі Західного берега. Горенберг зазначає, що рішення уряду було оскаржено поселенцями у Верховному суді, і уряд виграв справу, зазначивши, що поселення були на території, правовий статус якої був «територією воюючої сторони». Уряд стверджував, що поселенці повинні були знати, що поселення лише тимчасові.

## Території за сучасним статусом

### Сектор Гази
Після Шестиденної війни (1967), під час якої ізраїльська армія окупувала Західний берег річки Йордан і Сектор Гази, було введено військову адміністрацію над палестинським населенням. У 1993 році Ізраїль надав автономію жителям Гази і повністю вийшов із Гази (2005) і. Однак у 2007 році Ізраїль заблокував Сектор Гази через те, що він вважав проблемою безпеки. Ізраїль стверджує, що після виходу Ізраїлю із Гази (2005) Ізраїль більше не окупує Сектор Гази. І Але Ізраїль зберігає контроль над повітряним простором і береговою лінією Гази. Рада Безпеки ООН, Генеральна Асамблея ООН а також деякі країни та різноманітні правозахисні організації продовжували вважати Ізраїль державою-окупантом у секторі Газа.

### Голанські висоти
Голанські висоти перебували під військовою адміністрацією до тих пір, поки Кнесет не прийняв Закон про Голанські висоти в 1981 році, який застосовував до цієї території крок, який було описано як анексія. У відповідь Рада Безпеки ООН одноголосно прийняла резолюцію 497 РБ ООН, яка засудила дії Ізраїлю щодо зміни статусу території, оголошуючи їх «недійсними та такими, що не мають міжнародно-правової сили», а також те, що Голани залишаються окупованою територією. У 2019 році США стали єдиною державою, яка визнала Голанські висоти суверенною територією Ізраїлю, тоді як решта міжнародної спільноти продовжує вважати територію Сирії під ізраїльською військовою окупацією.

### Західний берег річки Йордан
У той час як міжнародна спільнота вважає Західний берег річки Йордан територією, яку Ізраїль утримує під військовою окупацією. Зона Юдеї та Самарії — термін ізраїльського уряду для позначення району, що охоплює адміністративно контрольовані Ізраїлем цивільні райони з єврейською більшістю в зоні C Західного берега річки Йордан за винятком Східного Єрусалиму. Для деяких цілей влада Ізраїлю розглядає його як один із своїх адміністративних регіонів.
Східний Єрусалим
Східноий Єрусалим був окупований Ізраїлем у 1967 році та був де-факто анексований Ізраїлем у 1980 році, що було засуджено міжнародною спільнотою. 27–28 червня 1967 року Східний Єрусалим був інтегрований до Єрусалиму шляхом розширення його муніципальних кордонів і він перейшов під закон, юрисдикцію та управління Держави Ізраїль. В одностайній резолюції в 1967 році Генеральна Асамблея ООН визнала заходи щодо зміни статусу міста недійсними.

#### Статус держави-спостерігача Палестини, яка не є членом ООН
29 листопада 2012 року, 138 голосами проти 9 (при 41 утримавшихся) Генеральна Асамблея ООН прийняла резолюцію 67/19, яка надає Палестині статус «держави-спостерігача, що не є членом» ООН. Новий статус прирівнює Палестину до статусу Святого Престолу. Зміна статусу була описана The Independent як «де-факто визнання суверенної держави Палестина». «Проти» проголосували Канада, Чехія, Ізраїль, Маршаллові Острови, Мікронезія, Науру, Палау, Панама та США.
Голосування стало історичним етапом для частково визнаної Держави Палестина та її громадян, що стало дипломатичною невдачею для Ізраїлю та США. Статус держави-спостерігача в ООН дозволив Державі Палестина приєднатися до договорів і спеціалізованих установ ООН. договірів про міжнародне морське право та Міжнародний кримінальний суд. Це дозволяє Палестині відстоювати законні права над своїми територіальними водами та повітряним простором як суверенній державі, визнаній ООН, і дає палестинському народу право подавати позов про суверенітет над своєю законною територією в Міжнародному суді та подавати заяви щодо «злочинів проти людства» та звинувачення у військових злочинах, у тому числі в незаконній окупації території Держави Палестина, проти Ізраїлю в Міжнародному кримінальному суді.
Після ухвалення резолюції ООН дозволила Палестині називати своє представництво в ООН «Місією постійного спостерігача Держави Палестина в Організації Об'єднаних Націй», що багатьма розглядається як відображення ООН де-факто визнання суверенітету Держави Палестина згідно з міжнародним правом,. Палестина почала відповідно змінювати назву своєї назви на поштових марках, офіційних документах і паспортах. Палестинська влада також доручила своїм дипломатам офіційно представляти «Держава Палестина», на відміну від «Палестинської національної адміністрації». Крім того, 17 грудня 2012 року керівник протоколу ООН Йочол Юн вирішив, що позначення «Держава Палестина» має використовуватися Секретаріатом у всіх офіційних документах ООН, визнаючи «Державу Палестина» як незалежну націю.

## Ізраїльські судові рішення
У двох справах, вирішених незабаром після проголошення незалежності, у справах Шімшона та Стампфера, Верховний суд Ізраїлю постановив, що фундаментальні норми міжнародного права, прийняті як обов'язкові всіма «цивілізованими» націями, були включені до внутрішньої правової системи Ізраїлю. Нюрнберзький військовий трибунал визначив, що статті, додані до IV Гаазької конвенції 1907 року, є звичаєвим правом, яке визнавали всі цивілізовані країни. У минулому Верховний суд стверджував, що Женевська конвенція, оскільки вона не підтримується національним законодавством, «не є обов'язковою для цього Суду, оскільки її виконання є справою держав, які є сторонами Конвенції». Вони постановили, що «конвенційне міжнародне право не стає частиною законодавства Ізраїлю через автоматичну інкорпорацію, а лише якщо воно прийняте або поєднане з законодавством Ізраїлю шляхом введення в дію основного або допоміжного законодавства, з якого воно набуває чинності». Однак у цьому ж рішенні Суд постановив, що норми Четвертої Гаазької конвенції, які регулюють окупацію воєнними сторонами, дійсно застосовуються, оскільки вони визнаються міжнародним звичаєвим правом.
Верховний суд Ізраїлю у справі Елона Море 1979 року визначив, що територія, про яку йде мова, була окупованою, і відповідно лише військовий командувач території може реквізувати землю згідно зі статтею 52 Положення, доданого до IV Гаазької конвенції. Військова необхідність була позадумом при плануванні частин поселення Ілон Море. Ця ситуація не відповідала точним обмеженням, викладеним у статтях Гаазької конвенції, тому Суд постановив, що наказ про реквізицію був недійсним і незаконним. В останні десятиліття уряд Ізраїлю стверджував у Верховному суді Ізраїлю, що його влада на територіях базується на міжнародному праві «войовничої окупації», зокрема на Гаазьких конвенціях. Суд неодноразово підтверджував це тлумачення, наприклад, у своїх рішеннях 2004 та 2005 років щодо роздільної огорожі.

У своєму рішенні від червня 2005 року, підтверджуючи конституційність відокремлення від Гази, Суд визначив, що «Юдея і Самарія» [Західний берег] і район Гази є землями, захопленими під час війни, і не є частиною Ізраїлю:

Території Юдеї та Самарії утримуються державою Ізраїль у воєнній окупації. Предствавником держави в області є військовий командир. Він не є сувереном на території, яку окупували воєнні сторони (див. Справу Бейт Суріка, на стор. 832). Його влада надається йому міжнародним публічним правом щодо войовничої окупації. Юридичне значення цієї точки зору двояке: по-перше, ізраїльське законодавство не поширюється на ці території. Вони не були «приєднані» до Ізраїлю. По-друге, правовий режим, який застосовується в цих областях, визначається міжнародним публічним правом щодо войовничої окупації (див. HCJ 1661/05 Регіональна рада узбережжя Гази проти Кнесету та ін. (ще не опублікований, пункт 3 висновку Суду; далі — Справа регіональної ради узбережжя Гази). У центрі цього міжнародного публічного права стоять Положення про закони та звичаї сухопутної війни, Гаага, 18 жовтня 1907 р. (далі — Гаазькі постанови). Ці норми є відображенням міжнародного звичаєвого права. Право войовничої окупації також викладено в IV Женевській конвенції про захист цивільного населення під час війни 1949 р. (далі — Четверта Женевська конвенція).

## Діапазон правових і політичних поглядів Ізраїлю
Незабаром після війни 1967 року Ізраїль видав військовий наказ про те, що Женевські конвенції застосовуються до нещодавно окупованих територій, але через кілька місяців цей наказ було скасовано. Кілька років Ізраїль на різних підставах стверджував, що Женевські конвенції не застосовуються. Однією з них є теорія про відсутню реверсію, яка стверджувала, що Женевські конвенції застосовуються лише до суверенної території Високої Договірної Сторони, а тому не застосовуються, оскільки Йорданія ніколи не здійснювала суверенітету над регіоном. Однак таке тлумачення не поділяє міжнародна спільнота. Застосування Женевських конвенцій до окупованих палестинських територій було підтверджено Міжнародним судом ООН, Генеральною Асамблеєю ООН, Радою Безпеки ООН та Верховним судом Ізраїлю.
У справах, розглянутих Верховним судом Ізраїлю, сам уряд погодився, що повноваження військового командувача закріплені в Четвертій Женевській конвенції про захист цивільного населення під час війни, і що застосовуються гуманітарні норми Четвертої Женевської конвенції. МЗС Ізраїлю повідомляє, що Верховний суд Ізраїлю постановив, що Четверта Женевська конвенція та деякі частини Додаткового протоколу I відображають міжнародне звичаєве право, яке застосовується на окупованих територіях. Гершом Горенберг писав, що ізраїльський уряд з самого початку знав, що він порушує Женевську конвенцію, створюючи цивільні поселення на територіях під адміністрацією ЦАХАЛУ. Він пояснив, що як юрисконсульт МЗС Теодор Мерон є експертом уряду Ізраїлю з міжнародного права. 16 вересня 1967 року Мерон написав надсекретну записку пану Аді Яфеху, політичному секретарю прем'єр-міністра щодо «поселення на керованих територіях», у якій говорилося: «Мій висновок полягає в тому, що цивільні поселення на керованих територіях суперечать чітким положенням Четверта Женевська конвенція». Моше Даян у 1968 році написав секретну записку, в якій пропонував масове заселення територій, у якому говорилося, що «розселення ізраїльтян на керованій території, як відомо, суперечить міжнародним конвенціям, але в цьому немає нічого принципово нового».
Комісія експертів на чолі з суддею Верховного суду Ізраїлю у відставці Едмондом Леві 9 липня 2012 року опублікувала звіт про статус територій, завойованих Ізраїлем у 1967 році. Комісія дійшла висновку, що контроль Ізраїлю над цими територіями не є окупацією в юридичному сенсі, і що ізраїльські поселення на цих територіях не суперечать міжнародному праву.